# Figari
Figari (kors. Fìgari) – miejscowość i gmina we Francji, w regionie Korsyka, w departamencie Korsyka Południowa.
Według danych na rok 1990 gminę zamieszkiwały 914 osoby, a gęstość zaludnienia wynosiła 9 osób/km².
Około 3 km na północny zachód od miejscowości znajduje się port lotniczy.